# 都シティ 東京高輪
都シティ東京高輪（みやこしてぃとうきょうたかなわ）は、東京都港区にある近鉄グループの都ホテルズ&リゾーツに加盟するホテルのひとつ。

## 概要
2019年2月に開業した宿泊主体型のホテル。
ホテルを建設した土地は原澤製薬工業が所有。ホテル建物の建設は芙蓉総合リース、近鉄不動産が賃貸して、近鉄・都ホテルズが運営する。同じ東京都港区内では都ホテルズ&リゾーツに加盟するシェラトン都ホテル東京があるが、当ホテルはレストラン「andwhich?」で朝食・昼食と夜は宿泊者専用のゲストラウンジでオードブルとドリンクのみを提供する宿泊主体型のホテルである。
なお、当ホテルのある第一京浜沿いには、かつて田町駅寄りに当グループが運営していた「三田都ホテル」（旧称、都イン・東京）があった（1977年9月開業、2002年1月閉鎖、跡地は住友不動産三田ツインビル西館）。

## 周辺
- 高輪ゲートウェイ駅 - 最寄り駅　徒歩4分。
- 第一京浜（国道15号）
- 品川バスターミナル - かつて当ホテル向かいに所在していたが、2020年9月30日出発分から約600m南に移転した。

## 交通アクセス
- JR高輪ゲートウェイ駅より徒歩4分。
- JR品川駅、京浜急行電鉄品川駅より徒歩7分。
- 京浜急行電鉄、都営地下鉄浅草線泉岳寺駅より徒歩7分。
- 都営バス高輪北町バス停徒歩1分。